# Franck Azéma

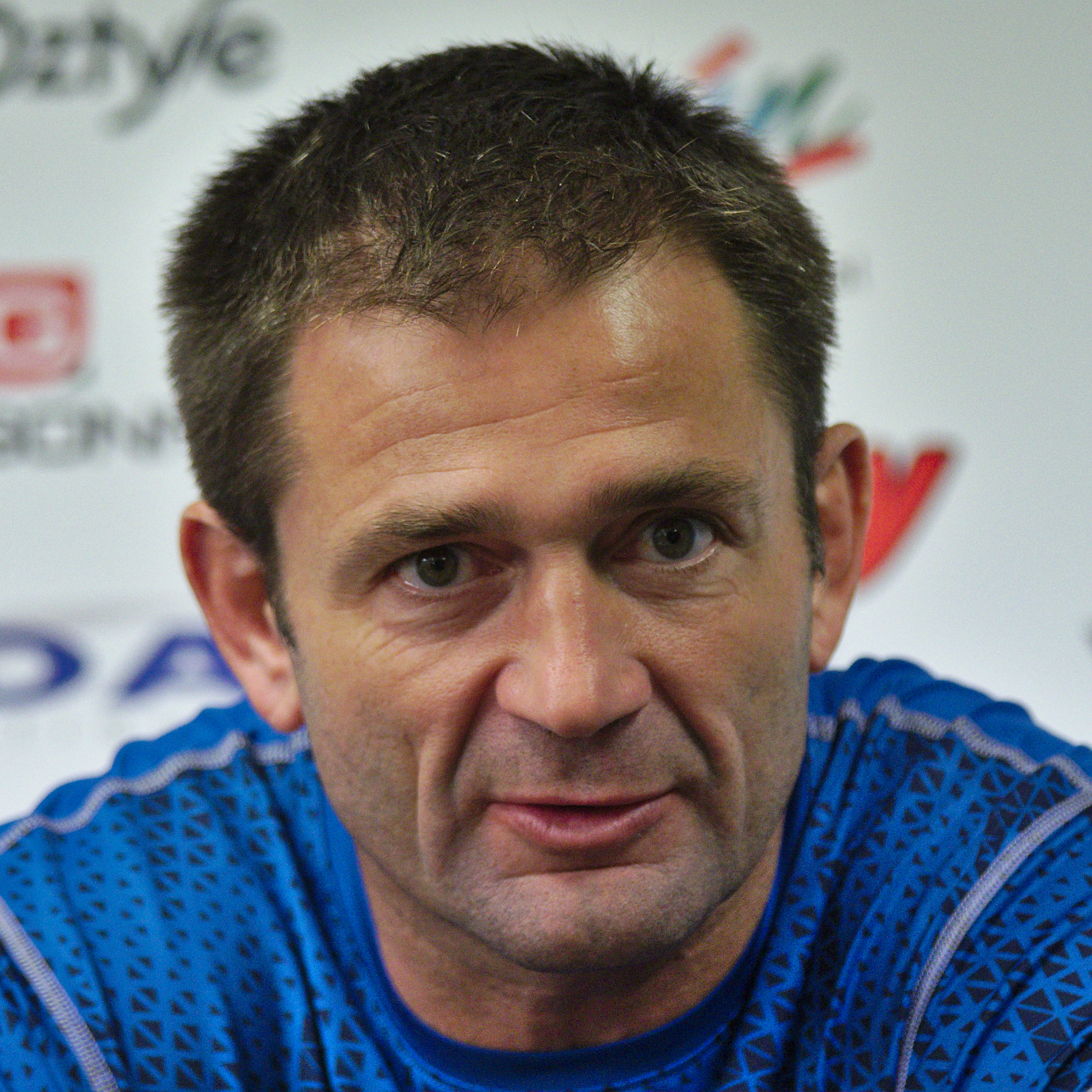
Franck Azéma

Franck Azéma (Ambilly, Alta Savoia, 7 d'abril de 1971) va ser jugador de rugby i és entrenador de la USAP. Jugava en la posició de centre (1m82, 82 quilos).
Des del 15 de maig de 2006, és coentrenador de l'equip de primera divisió de Perpinyà, la USAP, encarregat de les línies de defensa. Reemplaça Philippe Ducousso i durant la temporada 2006-2007 coincidí amb Philippe Boher, que tenia cura dels davanters.

## Carrera esportiva

### Com a jugador de club
- Format a Arles
- 1990-1992 USAP
- 1992-1996 Montpellier RC
- 1996-2000 ASM Clermont
- 2000-2001 RC Narbonne
- 2001 Unió Tretzista Catalana
- 2001-2002 Ceret Esportiu

### Com a jugador en la selecció francesa
- Internacional militar
- França -21 anys

### Com a entrenador
- 2002-2004 Ceret Esportiu
- 2004-2006 Júniors Reichel USAP
- 2006-2010 USAP
- 2010- ASM Clermont

## Palmarès

### Jugador
- Vencedor de l'Escut europeu: 1998-99 (amb Montferrand)

### Entrenador
- Vencedor del Campionat de França: 2009-2010 (amb USAP)